# Enzo Vecciarelli

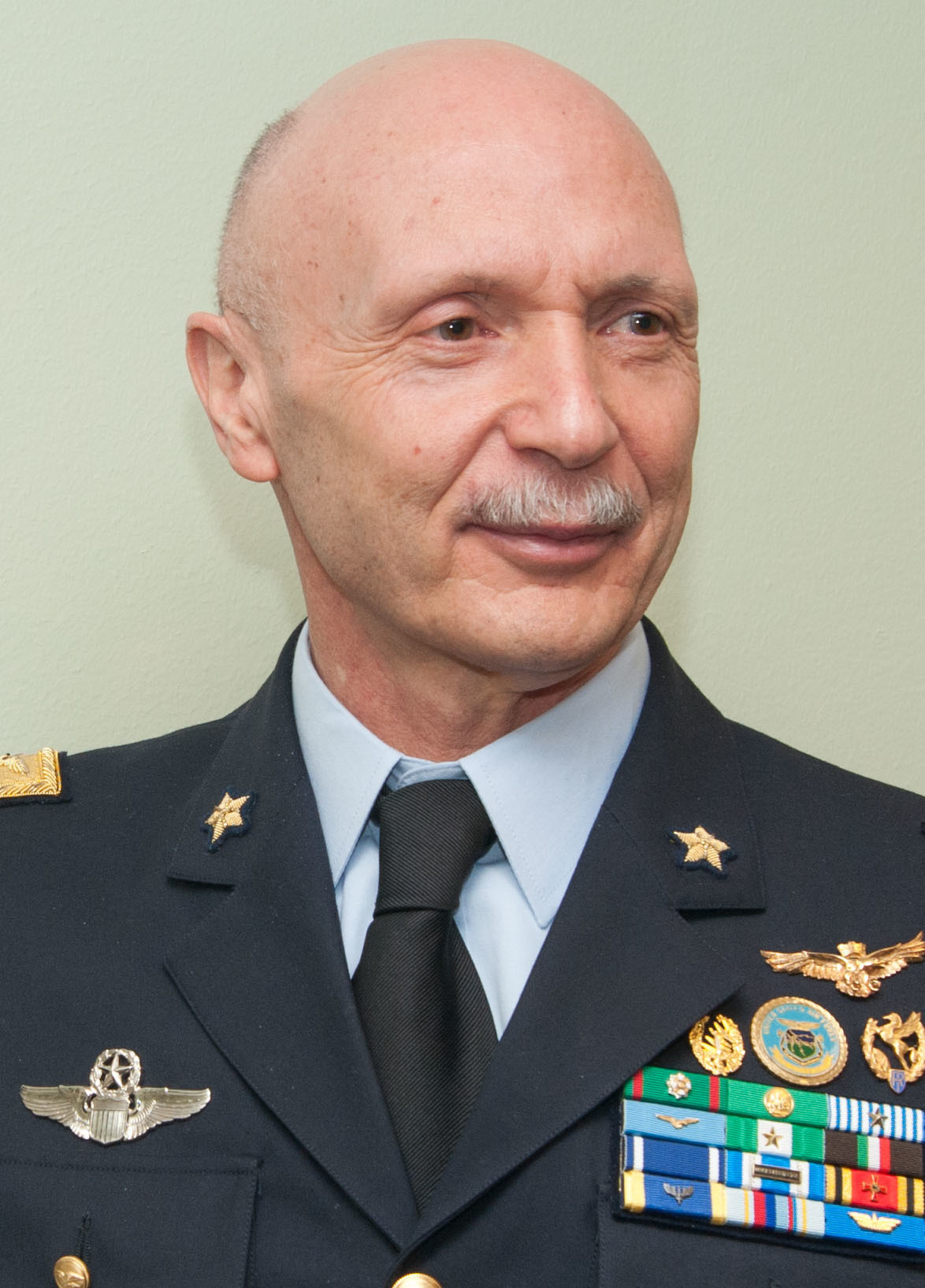
Enzo Vecciarelli (2017)

Enzo Vecciarelli (* 13. Mai 1957 in Colleferro bei Rom) ist ein General der italienischen Luftwaffe im Ruhestand. Von November 2018 bis November 2021 war er Generalstabschef der italienischen Streitkräfte.

## Leben
Enzo Vecciarelli wurde 1957 in der zur Metropolitanstadt Rom gehörenden Gemeinde Colleferro geboren.

### Militärischer Werdegang
Vecciarelli absolvierte von 1975 bis 1979 die Accademia Aeronautica. In Laughlin (Texas) und auf der Holloman Air Force Base in New Mexico erhielt er seine Ausbildung zum Kampfpiloten. Als solcher diente er bis 2002 vor allem beim 4º Stormo in Grosseto in der Toskana. Dort flog er F-104S Starfighter und kommandierte schließlich erst die 9. Jagdstaffel und von 1999 bis 2002 das 4. Geschwader.
Von 1993 bis 1999 diente Vecciarelli im Luftwaffengeneralstab in Rom, wo er in der 1. Stabsabteilung als Sachgebiets- und Referatsleiter für Personal- und Organisationsangelegenheiten zuständig war. Von 2002 bis 2004 war er beim Stab des Logistikkommandos tätig, zuletzt als stellvertretender Chef des Stabes. Unterbrochen wurde diese Verwendung von einem Auslandseinsatz im Irak, wo er in Tallil bei Nasiriya die Führung eines italienischen Kontingents übernahm. Von 2004 bis 2007 war er im Verteidigungsministerium in Rom in dessen Rüstungshauptabteilung stellvertretender Abteilungsleiter und Vertreter Italiens bei der Europäischen Verteidigungsagentur (EDA) und der Gemeinsamen Organisation für Rüstungskooperation (OCCAR). Anschließend diente er bis 2010 bei der italienischen Botschaft in Berlin als Verteidigungs- und Luftwaffenattaché; als solcher war er auch in den Niederlanden und in Dänemark akkreditiert.
Zurück in Italien wurde Vecciarelli 2010 Kommandeur der Kampfverbände des Luftflottenkommandos und 2011 Chef des Stabs des Luftflottenkommandos in Rom. Von 2012 bis 2015 war er Abteilungsleiter in der Rüstungshauptabteilung des Verteidigungsministeriums, wo er sich vorwiegend um die Koordination internationaler Rüstungsprogramme kümmerte. Von Februar 2015 bis März 2016 war er stellvertretender Generalstabschef der Streitkräfte und danach bis zum 31. Oktober 2018 Stabschef der italienischen Luftwaffe. Im Dezember 2017 wurde er auch Mitglied im Leitungsgremium der zivilen Flugunfall-Untersuchungsbehörde ANSV.
Am 25. Oktober 2018 designierte ihn die italienischen Regierung zum neuen Generalstabschef der Streitkräfte. Vecciarelli übernahm diesen Posten am 5. November 2018 von dem Heeresgeneral Claudio Graziano. Am 5. November ging Vecciarelli in den Ruhestand; sein Nachfolger als Generalstabschef wurde Admiral Giuseppe Cavo Dragone.
Enzo Vecciarelli hat im Zuge seiner Offizierausbildung einen Hochschulabschluss der Universität Neapel Federico II erlangt, später auch einen Weiterbildungsmaster in internationalen Beziehungen an der Universität Triest. Er absolvierte Generalstabslehrgänge an der Scuola di Guerra Aerea in Florenz, am Air Warfare College der Air University auf der Maxwell-Gunter Air Force Base in den USA, den Defence Resource Management Course der Naval Postgraduate School im kalifornischen Monterrey und die Session Européenne des Responsables d’Armement (SERA) an der École militaire in Paris.

### Privates
Vecciarelli ist verheiratet und hat einen Sohn und eine Tochter.